# Marcelino Andrés y Andrés
Marcelino Andrés y Andrés nacido en Villafranca del Cid (Castellón) el 14 de mayo de 1807 y fallecido de cólera en Barcelona, el 20 de abril de 1852, fue un médico y botánico que investigó la flora y fauna africanas.
De origen muy humilde, estudió Medicina en Barcelona. Debido al cierre de la universidad por motivos políticos, e influido por el naturalista Mariano de la Paz Graells, en 1830 se embarcó para Dahomey, con idea de estudiar sus especies de plantas y animales. Al actuar de médico de forma ocasional, llamó la atención del rey local, en cuya corte permaneció dos meses, tras lo cual siguió hacia el golfo de Guinea. De allí pasó a América.
Tras una estancia en Cuba y Brasil, volvió a África, de nuevo a la corte del rey de Dam-Homé, ejerciendo allí la medicina durante dos años. En este periodo acumuló un importante herbolario con más de 6000 ejemplares, así como colecciones de mariposas y otros insectos. También visitó las islas del golfo de Guinea, actualmente en los estados de Guinea Ecuatorial y Santo Tomé y Príncipe. En 1834 elevó una exposición al gobierno español poniendo de relieve la importancia de la isla de Fernando Poo, inicio de la Guinea Española.
Lamentablemente, en su vuelta a Barcelona sus colecciones se perdieron, al parecer olvidadas por el capitán del velero que las transportaba. Aunque planeó su regreso a África para reconstruirlas, falleció sin haber podido realizar sus intenciones.

## Obras
- Relación del viaje de Marcelino Andrés por las costas de África, Cuba e Isla de Santa Elena publicada por la Real Sociedad Geográfica Española (1933).